# Johan Messely
Johan Messely (Kortrijk, 20 februari 1953) is een Belgische kunstschilder. 

## Stijl
Messely's olieverfschilderijen bevatten zuiders getinte taferelen waarbij het spel van licht en schaduw en belangrijke rol speelt. Het werk is figuratief en impressionistisch; zonnig en kleurrijk, volgens commentatoren stralen ze optimisme en levensvreugde uit en maken ze gelukkig. In zijn pasteltekeningen creëert Messely de vrouw vanuit zijn fotografisch beeld. Ook hier spelen licht en schaduw een belangrijke rol.

## Levensloop
Johan Messely is als tweede van vier kinderen in een kunstminnende omgeving geboren. Zijn vader, Paul Messely (1927-2008), was professioneel fotograaf die met zijn vrouw een fotozaak had. Hij was ook schilder en Johans grote voorbeeld en leermeester. Johan leerde van jongs af de technieken van de fotografie. Hij bleek een natuurtalent en ontwikkelde zijn kunst autodidactisch.
Messely deed een opleiding ingenieur en fotografie, waarna hij zich als fotograaf in het Belgische Menen vestigde, voordat hij van het kunstschilderen zijn beroep maakte.
Messely exposeerde met name in Zuid-Afrika, in de Franse Salon de Val d'Or en in de jaren 1980 en 90 meermaals te Lede in Vlaanderen.
Anno 2024 woont en werkt hij afwisselend in Saint-Rémy-de-Provence (Zuid-Frankrijk) en Menen (Vlaanderen).

## Erkenningen
- 1982: 2e prijs van het publiek in de Europese Kunstverdienste[10]
- 1983: Brons in de Europese Kunstverdienste
- 1984: Geselecteerd voor kunstkijkboek Spektraal